# Drypetes sessiliflora
Drypetes sessiliflora là một loài thực vật có hoa trong họ Putranjivaceae. Loài này được Allemão mô tả khoa học đầu tiên năm 1844.